# 태고 (악기)

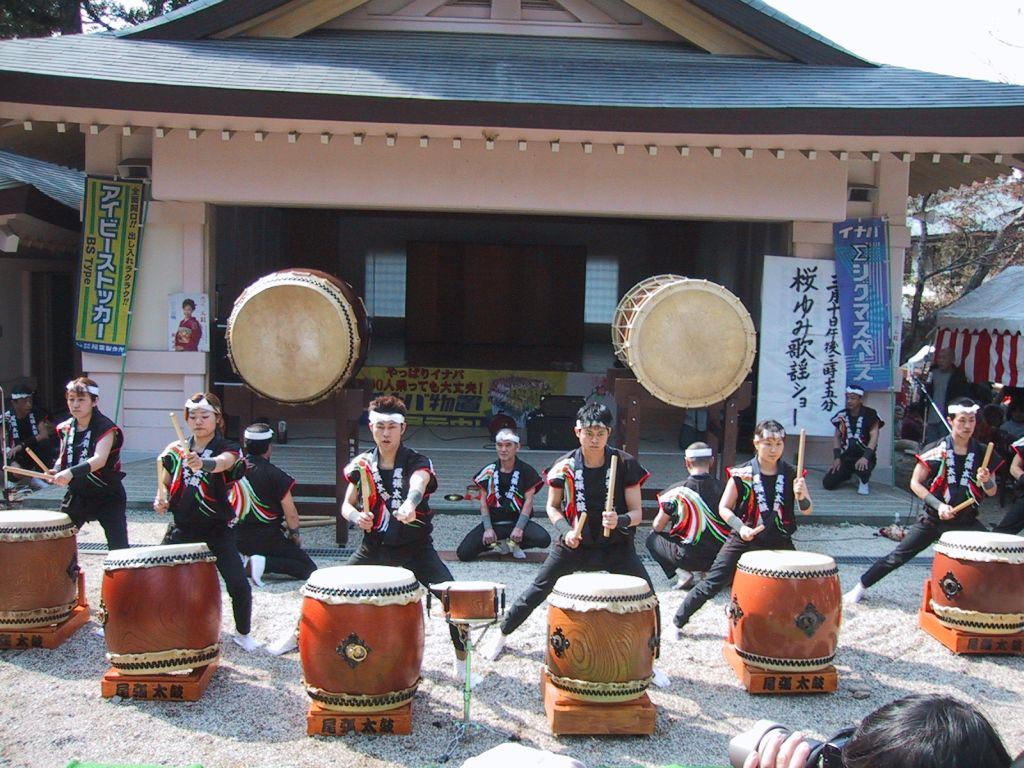
아이치에서 북치는 사람

태고(太鼓)는 일본의 전통 악기이자 북이다.

## 같이 보기
- 일본 음악